# Egedacher (Familie)
Egedacher ist eine deutsch-österreichische Orgelbauerfamilie, die vom 17. bis Anfang des 19. Jahrhunderts in München, Passau, Straubing, Salzburg und Wels Werkstätten betrieben und das Glück hatten, […] nach dem Dreißigjährigen Krieg eine enorme Nachfrage [nach neuen Orgeln] geschickt befriedigen zu können.
Familienmitglieder sind:
- Christoph Egedacher der Ältere (1620 ? –1661)
- Christoph Egedacher (1641–1706)
- Johann Joseph Egedacher (1668–1717)
- Johann Christoph Egedacher (1666–1747)
- Johann Ignaz Egedacher (1675–1744)
- Johann Franz Xaver Egedacher (1678–1751)
- Hans (Johannes Christoph) Egedacher (1706–1756)
- Johann Georg Kajetan Egedacher (1711–1770)
- Johann Rochus Egedacher (1714–1785)
- Rochus Franz Ignaz Egedacher (1749–1824)